# Giriyammanahalli, Challakere
Giriyammanahalli là một làng thuộc tehsil Challakere, huyện Chitradurga, bang Karnataka, Ấn Độ.